# Bauhinia confertiflora
Bauhinia confertiflora är en ärtväxtart som beskrevs av George Bentham. Bauhinia confertiflora ingår i släktet Bauhinia och familjen ärtväxter. Inga underarter finns listade i Catalogue of Life.